# Bøn Station
Bøn Station (Bøn stasjon) er en tidligere jernbanestation på Hovedbanen, der ligger i Eidsvoll kommune i Norge. Den ligger 134,0 meter over havet, 62,24 km fra Oslo S.
Stationen blev oprettet som trinbræt under navnet Finstad Bro 5. juli 1855, året efter åbningen af Hovedbanen. Den blev nedlagt 10. oktober 1859 men genoprettet 29. juni 1861. I 1882 skiftede den navn til Bøhn og i oktober 1893 til Bøn. Den blev opgraderet til station 8. november 1884. Stationen blev fjernstyret 7. februar 1965 og gjort ubemandet og gjort ubemandet 28. maj 1989. Siden 13. juni 2004 betjenes stationen ikke længere af persontog, der i stedet har endestation på Dal Station.
Stationsbygningen blev formentlig opført i 1884. Syd for den står der et udhus/das, der muligvis er af den oprindelige type for banen.  På den anden side af sporet stod der et pakhus, der blev opført omkring 1890. Det brændte ned i januar 2009. På nordsiden af Bønsbakken står der en garage, der har tilhørt baneafdelingen. Stationens bygninger blev anbefalet fredet i Nasjonal verneplan for kulturminner i jernbanen del II i 2004.